# Trofeo Stefano Bellaveglia 2013
Il Trofeo Stefano Bellaveglia 2013 è stato un torneo di tennis facente parte della categoria ATP Challenger Tour nell'ambito dell'ATP Challenger Tour 2013. È stata la 5ª edizione del torneo che si è giocata a Orbetello in Italia dal 22 al 28 luglio 2013 su campi in terra rossa e aveva un montepremi di €30,000+H.

## Partecipanti singolare

### Teste di serie
| Nazionalità | Giocatore           | Ranking* | Testa di serie |
| ----------- | ------------------- | -------- | -------------- |
| Italia      | Filippo Volandri    | 101      | 1              |
| Spagna      | Pablo Carreño Busta | 123      | 2              |
| Slovacchia  | Andrej Martin       | 128      | 3              |
| Francia     | Florent Serra       | 170      | 4              |
| Francia     | David Guez          | 172      | 5              |
| Rep. Ceca   | Jan Mertl           | 180      | 6              |
| Spagna      | Pere Riba           | 201      | 7              |
| Argentina   | Renzo Olivo         | 205      | 8              |

- Ranking al 15 luglio 2013.

### Altri partecipanti
Giocatori che hanno ricevuto una wild card:
- Enrico Burzi
- Daniele Giorgini
- Adelchi Virgili
- Filippo Volandri

Giocatori che sono passati dalle qualificazioni:
- Guillermo Durán
- Reda El Amrani
- Libor Salaba
- Denis Zivkovic

## Vincitori

### Singolare
Filippo Volandri ha battuto in finale  Pere Riba con il punteggio di 6–4, 7–6(7).

### Doppio
Marco Crugnola /  Simone Vagnozzi hanno battuto in finale  Guillermo Durán /  Renzo Olivo con il punteggio di 7–6(3), 6(5)–7, [10–6].